# Zeerleder (Patrizierfamilie)

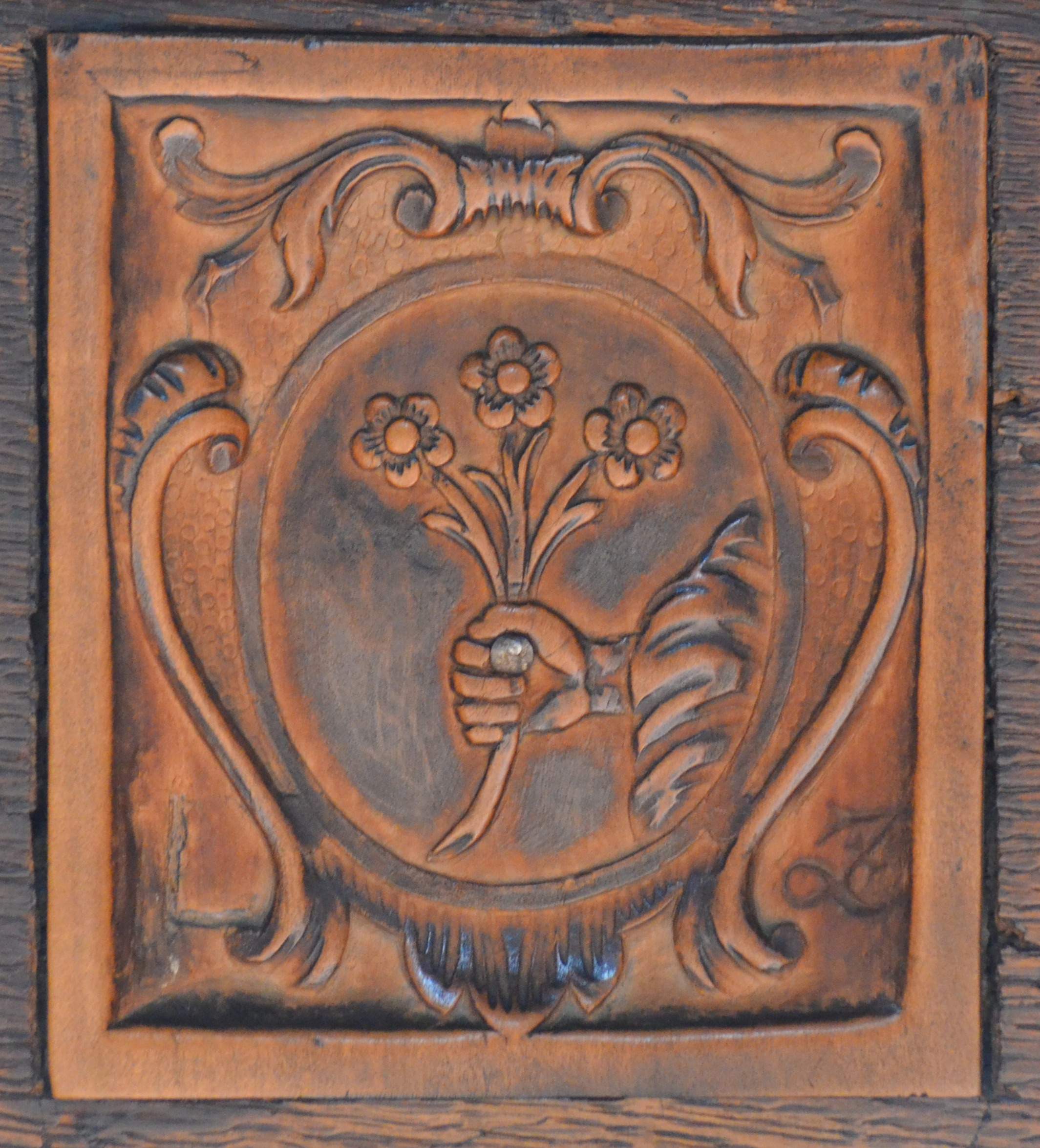
Berner Münster, Kirchenortschild mit Wappen Zeerleder (um 1700)

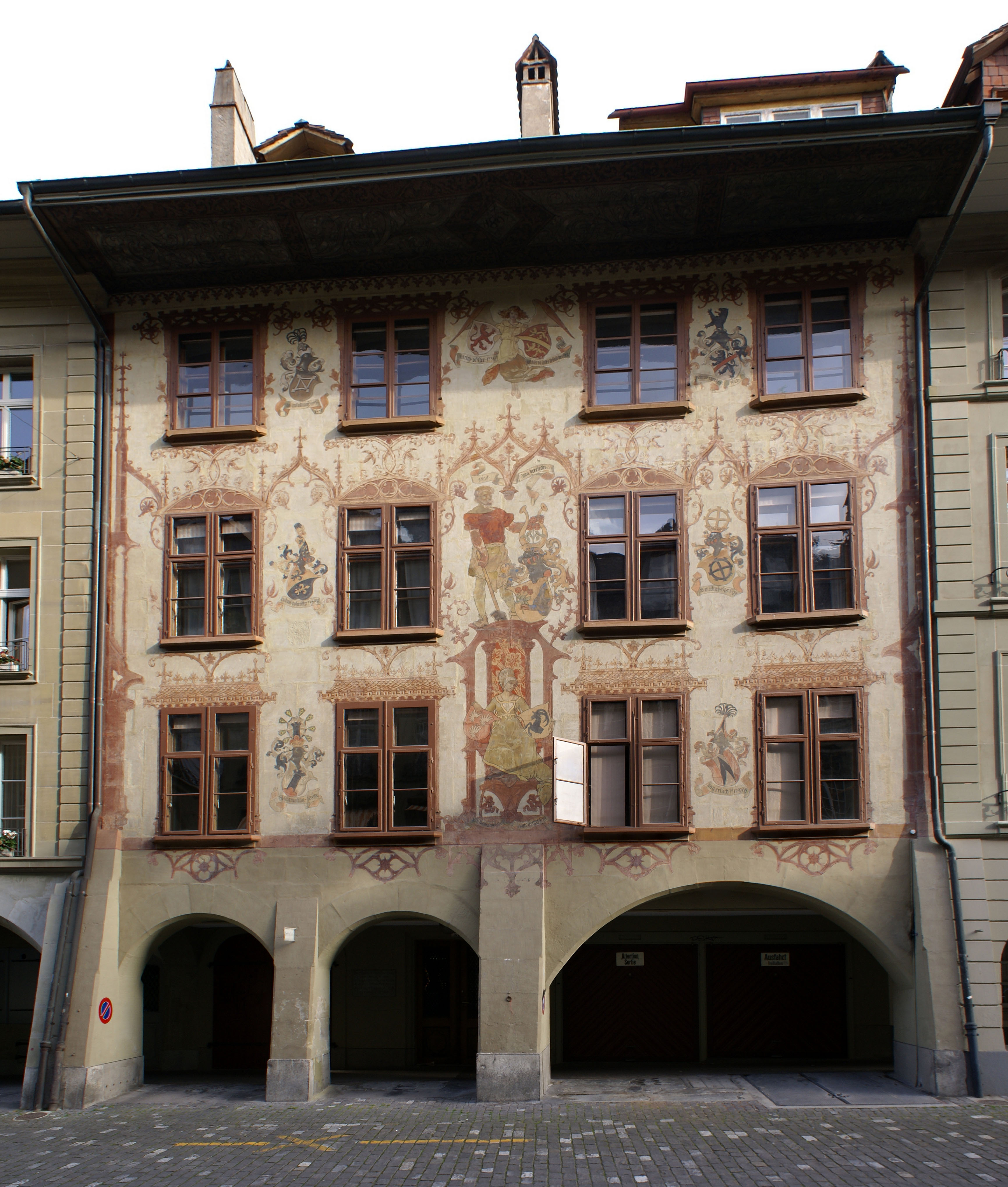
Zeerleder-Haus an der Junkerngasse 51 in Bern

Die Familie Zeerleder ist eine Berner Patrizierfamilie, die ursprünglich aus Erfurt stammt und seit 1542 das Burgerrecht der Stadt Bern besitzt. Die Familie gehört der Zunftgesellschaft zu Schmieden an.

## Geschichte
Die Zeerleder gelangten von Erfurt nach Bern, stammten möglicherweise ursprünglich aus den Niederlanden. Der erste Namensträger in Bern war der Kupferschmied Hans Zeerleder. Angehörige der Familie betätigten sich in anderen handwerklichen Berufen und im 17. und 18. Jahrhundert zunehmend auch als Geistliche, Apotheker und Kaufleute. Der Bankier Ludwig Zeerleder, Schwiegersohn Albrecht von Hallers, gelangte 1785 als erster des Geschlechtes in den bernischen Grossen Rat.
Das Zeerleder-Haus mit Wandmalerei von Rudolf Münger von 1897 an der Junkerngasse 51 ist seit 1806 im Besitz der Familie. Zeitweise besassen die Zeerleder Schloss Amsoldingen, das Neue Schloss Belp sowie das Schloss Kiesen.

## Personen
- Hans Zeerleder († 1577), Kupferschmied
- Niklaus Zeerleder (1628–1691), Provisor zu Bern, Kantor, Pfarrer zu Kirchberg/BE, Dekan zu Burgdorf
- Ludwig Zeerleder (1727–1792), Spezierer, Bankier, Dragonermajor, Mitglied des Grossen Rats
- Margret Zeerleder-Lutz (1674–1750), Pietistin und Ehefrau des Apothekers Johann Jakob Zeerleder (1675–1737)
- Ludwig Zeerleder (1772–1840), Politiker und Bankier
- Bernhard Zeerleder (1788–1862), Politiker
- Theodor Zeerleder, Architekt
- Karl Zeerleder, Politiker und Historiker
- Alfred von Zeerleder, Metallurg
- Jean-Louis Zeerleder, Ingenieur ETH
- Pierre Albert Zeerleder, Architekt
- Sacha Sergio Zeerleder, Arzt, Internist und Hämatologe, Universität Bern und Universität Amsterdam

## Archive
- Familienarchiv Zeerleder (Burgerbibliothek Bern)
- Zeerleder-Haus im Historisch-Topographisches Lexikon der Stadt Bern